# Kietz (Siedlung)
Kietz, manchmal auch Kiez, bezeichnet eine Siedlungsform im Nordosten Deutschlands in der Germania Slavica. Die Kietze sind im Mittelalter entstandene Dienstsiedlungen. Sie lagen meistens in der Nähe einer Burg, häufig in der Nähe von Flüssen oder Seen. Viele Kietze hatten in den ersten Jahrzehnten ihrer Existenz slawische Einwohner. Die Bewohner waren gegenüber den Burgherren zu Dienstleistungen verpflichtet.
Einige Kietze bewahrten jahrhundertelang ihre Eigenständigkeit gegenüber den angrenzenden Orten. Sie sind teilweise noch heute in den Ortsbildern erkennbar. Das Wort ‚Kietz‘ ist nicht nur ein Appellativum, sondern Bestandteil vieler Orts- und Straßennamen.
Im übertragenen Sinne fand der Begriff Kietz Eingang in die Umgangssprache als abwertender Ausdruck für abgelegene Siedlungsgebiete. Hieraus ging die neuzeitliche Bezeichnung Kiez für Wohngebiete, vor allem in Berlin, hervor.

## Geografie

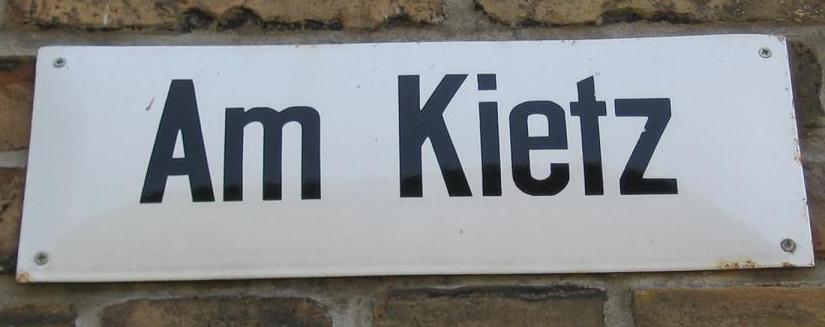
Straßenschild im Gröbener Kietz

### Verbreitungsgebiet
Kietze gibt es in einem Teil des einstigen slawischen Siedlungsgebietes in Deutschland. Dazu zählt vor allem die Mark Brandenburg (einschließlich der Gebiete östlich der Oder) sowie größere Teile Mecklenburgs und Pommerns, jedoch nicht die Küstenregion. Auch in der Region um Posen gab es Kietze.
Herbert Ludat untersuchte in der ersten systematischen Studie zur Erforschung der Kietzsiedlungen (1936) etwa 200 Stätten mit dem Namen Kietz als Orts- oder Flurname. Allerdings erwiesen sich nicht alle entsprechenden Örtlichkeiten tatsächlich als mittelalterliche Siedlungen. Ludat identifizierte 74 Kietze als mittelalterlich. Den Rest klassifizierte er als vergleichsweise wenig bedeutende Siedlungen, über die kein ausreichendes Quellenmaterial vorhanden ist, oder als spätere Gründungen meist aus der Zeit nach 1800 mit einer Namensgebung in Anlehnung an die historischen Kietze.
Bruno Krüger untersuchte in den 1960er Jahren die von Ludat genannten und einige weitere Kietze. Er nannte als Westgrenze des Verbreitungsgebietes die Kietze von Bömenzien, Seehausen und Kalbe (Milde) in der Altmark, als Ostgrenze Neustettin (heute: Szczecinek), Dramburg (heute: Drawsko) und Deutsch Krone (heute Wałcz). Im Norden sind Kietze unter anderem in Bützow, Brüel und Gadebusch nachgewiesen. Als Südgrenze stellten sich in der Arbeit von Krüger eine Linie von Cottbus über Bad Schmiedeberg bis nach Sandersleben heraus.
Das Verbreitungsgebiet der Kietze mit nachgewiesenem mittelalterlichen Ursprung ist allerdings in Richtung Westen und Süden deutlich kleiner als das von Krüger genannte. Solche Kietze sind nur östlich der Elbe und nördlich des Flämings nachgewiesen. Besonders viele historische Kietzsiedlungen gibt es am Unterlauf der Havel und an ihrem Nebenfluss Nuthe sowie an der Oder nördlich von Frankfurt und an den Flüssen Warthe und Netze.

### Siedlungsstruktur
Die mittelalterlichen Kietze liegen überwiegend in der Nähe städtischer Siedlungen; nur etwa 20 Prozent in der Nähe von Dörfern. Jedoch gilt nicht die Nähe zu einer Stadt, sondern zu einer Burg als entscheidend. Die Mehrzahl der Kietze entstand direkt an Flüssen oder Seen, aber in sicherer Lage vor Hochwasser. Allerdings ist nicht bei allen mittelalterlichen Kietzen ein Bezug zum Wasser nachgewiesen, als Beispiele gelten die Kietze in Buckow oder Deutsch Krone. Die Kietze besitzen meistens eine lineare Struktur in Form eines Straßendorfes, mitunter auch als Gassendorf. Einige Kietze, wie der in Beeskow haben eine unregelmäßige Struktur. Eine Besonderheit ist der Kietz in Zossen, ein dreieckiges Platzdorf. Die in der früheren Forschung als typisches Merkmal slawischer Dörfer genannte Rundlingsform tritt dagegen unter den Kietzsiedlungen nicht auf.
Eine Gemeinsamkeit fast aller Kietze ist das Fehlen einer eigenen Kirche.

## Namensursprung
Über die Herkunft des Wortes Kietz gibt es verschiedene Annahmen. Eine bereits im 19. Jahrhundert gängige Auffassung war die Ableitung des Wortes aus einer slawischen Wurzel chysa oder hyža (Hütte) im Sinne von ‚Fischerhüttenort‘. Während eine Reihe späterer Publikationen diese Interpretation teilt, nimmt Gerhard Schlimpert eher einen deutschen Ursprung des Wortes an. Er verweist darauf, dass die Kietze erst mit der deutschen Besiedlung der Region entstanden sind und dass es teilweise für später Kietz genannte Orte vorher andere – slawische – Namen gegeben hätte. Schlimpert vermutet einen Namensursprung von den deutschen Wörtern Kober (Tragekorb), Kote (Hütte) oder kitzen (mittelniederdeutsch: ‚kleine Wohnung‘). Auch eine Herleitung von ketze (kleiner Anbau an einer Stube) wird erwogen.

## Geschichte

### Entstehung der Kietze
Urkunden, die direkten Aufschluss über die Gründung der Kietze geben, gibt es nicht. Die ältesten bekannten Zeugnisse stammen aus dem 14. Jahrhundert und beziehen sich auf bereits existierende Kietze. In vielen Fällen werden in den ältesten Dokumenten slawische (wendische) Bewohner der Kietze genannt. Dies führte bereits im 19. Jahrhundert zur Vermutung eines slawischen Kietzursprungs. Bereits im 19. Jahrhundert gab es auch die Hypothese, Kietze wären erst eine Regierungsmaßnahme der askanischen Herrschaft gewesen. Slawen sollten danach während der deutschen Ostsiedlung an bestimmten Orten sesshaft gemacht werden. Dem wurde mit der Begründung widersprochen, dass auch außerhalb des Einflussgebietes der Askanier Kietze entstanden waren.
Ludat nahm 1936 einen slawischen Ursprung der Kietze an und begründete diese Vermutung mit der seinerzeit gängigen Annahme einer slawischen Herkunft des Wortes Kietz. Er verwies aber darauf, dass nur archäologische Untersuchungen diese Frage letztlich klären könnten. Um das Jahr 1960 führte Bruno Krüger entsprechende Grabungen in einer Reihe von Kietzorten durch.
Als Resultat stellte sich heraus, dass nur in einem kleinen Teil der Kietze eine Besiedlung bereits vor der deutschen Kolonisation nachgewiesen werden konnte. Für eine Entstehungszeit erst mit der deutschen Kolonisation spricht für ihn auch, dass in Orten mit sowohl slawischen als auch deutschen Burganlagen die Kietze stets in der Nähe der deutschen Burg lagen. Bei einigen Kiezorten ist zudem nur eine deutsche, aber keine slawische Befestigungsanlage benannt. Auch in späteren Publikationen wird von einem Ursprung der Kietze zu deutscher Zeit ausgegangen.
Nachgewiesen ist für viele Kietze die Abhängigkeit von den jeweiligen Burg- oder Landesherren und eine rechtliche Sonderstellung gegenüber der umgebenden Ansiedlung. Die Kietze gelten als Dienstsiedlungen, deren Bewohner zu Leistungen verschiedener Art gegenüber den Burgen verpflichtet wurden. Angesichts der gewässernahen Lage der Kietze und des meist fehlenden ausgewiesenen Landbesitzes geht man davon aus, dass es sich vorwiegend um die Versorgung der Burgen mit Fischen handelte. Allerdings sind Kietze nicht allgemein mit Fischerdörfern gleichzusetzen. Die Wassernähe der meisten Kietze könnte auch allein über die Lage der angrenzenden Burgen nahe am Wasser erklärt werden. Aus mehreren Kietzen sind aber wiederum direkte Vereinbarungen belegt, in denen die Aufgaben der Kietzbewohner zur Versorgung der Herrschaft mit Fisch geregelt wurden.
Die Zeugnisse einer speziell slawischen Einwohnerschaft der Kietze werden mit der zunehmenden Assimilation und Vermischung der Bevölkerungsgruppen seltener, um im Wesentlichen Mitte des 15. Jahrhunderts aufzuhören.

### Spätere Entwicklung
Eine Reihe von Kietzen gingen in den folgenden Jahrhunderten in den umgebenden Orten auf oder wurden zu Wüstungen. Dazu gehörte unter anderen der Kietz in Schorin (heute: Marquardt), der zuletzt Ende des 14. Jahrhunderts in den Quellen auftauchte.
Der soziale Status der verbliebenen Kietze änderte sich über Jahrhunderte hinweg nur wenig. Sie blieben lange von den angrenzenden Orten separiert. Die Kietzbewohner verfügten in der Regel über kein Ackerland und waren der jeweiligen Herrschaft zu Dienstleistungen verpflichtet, teilweise im erheblichen Umfang. Auf der anderen Seite besaßen die Kietzer gewisse Privilegien, dazu gehörte die Fischereigerechtigkeit. Entsprechende Urkunden sind für die Köpenicker Fischer mindestens seit 1457 belegt, bei den Lebuser Fischern ist eine Bestätigung der diesbezüglichen Privilegien aus dem Jahr 1354 überliefert. In Gerichtsprozessen um das Jahr 1900 wurden den Einwohnern beider Kietze die entsprechenden Rechte erneut bestätigt.
Für die Havel und die Spree hat sich die Abschrift einer Urkunde von 1515 erhalten: „Sodan […] unsere lieben getreuen Kiezer auf dem Kiez vor Spandow angezeiget, daß sie von alters auf der Sprew [Spree] von dem Tham [Damm] zu Brandenburg bis zu dem Thame von Berlin auff u. nider frei zu fischen haben […]“. Dem Kurfürsten Joachim I. war offensichtlich unwichtig, dass man den Fluss zwischen Spandau und Brandenburg Havel nennt, er residierte an der Spree und so wurde eben das ganze Gewässer zur Spree erklärt. In einer älteren Urkunde von 1393 werden dieselben als „Wenden uff dem Kietze daselbst vor Spanndow“ angesprochen und darauf hingewiesen, dass diese als Belohnung für abgegebenen Fisch „teglich redelich morgenbroth und zu trincken“ zu erhalten haben. Abgaben und Versorgung scheinen für alle als Gemeinschaft gedacht gewesen zu sein.
Exemplarisch für das Verhältnis zwischen Kietz und Burgherrn sind zwei Zitate aus dem Jahr 1520 für den Grabower Kietz:

„Item noch wanen 6 fischer uppe dem kieze, jeder gifft alle middeweken vor 1 ß viske, des sonnavends vor 1 ß und des fritages vor 1 tornoßen. Undt wen die kane gefrore stan, dat sie nicht faren können, so geven sie mit alle nicht.“

Als Gegenleistung erhielten die Fischer unter anderem Deputat in Form von Brot:

„Item 35 drömbt Roggen dat Jahr verbacken mit allem, dat m(ein) g(nädiger) H(err) und vele fromme lude dar gewest, mith samt den VI vischern, de alle tidt in der weeken dremahl vische to have bringen, dene brodt gegeben wird.“

Auch wenn die Kietzer in der Regel keinen Ackerbau betrieben, baute man in manchen Kietzen – so in Freienwalde – Hanf an, der als Material zur Netzherstellung diente. Im geringen Umfang betrieben die Kietzer auch Viehzucht.
Einige Kietze wurden in späteren Jahrhunderten an andere Orte verlegt. Dazu zählen unter anderem die Kietze in Küstrin und Spandau. Der Küstriner Kietz lag ursprünglich auf der rechten Oderseite am Rande der Altstadt und wurde im 16. Jahrhundert aus militärischen Gründen auf das linke Oderufer verlegt. Der Spandauer Kietz wurde zunächst um 1560 ebenfalls aus militärischen Gründen und ein weiteres Mal in der Zeit der Befreiungskriege von 1813 verlegt.
In manchen Fällen behielten umgekehrt die Kietze ihre ursprüngliche Lage in der Nähe einer alten Burgstelle bei, während der Hauptort an eine andere Stelle verlegt wurde. Dies ist beispielsweise bei den Kietzen in Gröben oder Rhinow der Fall.

### Kietze in der Neuzeit

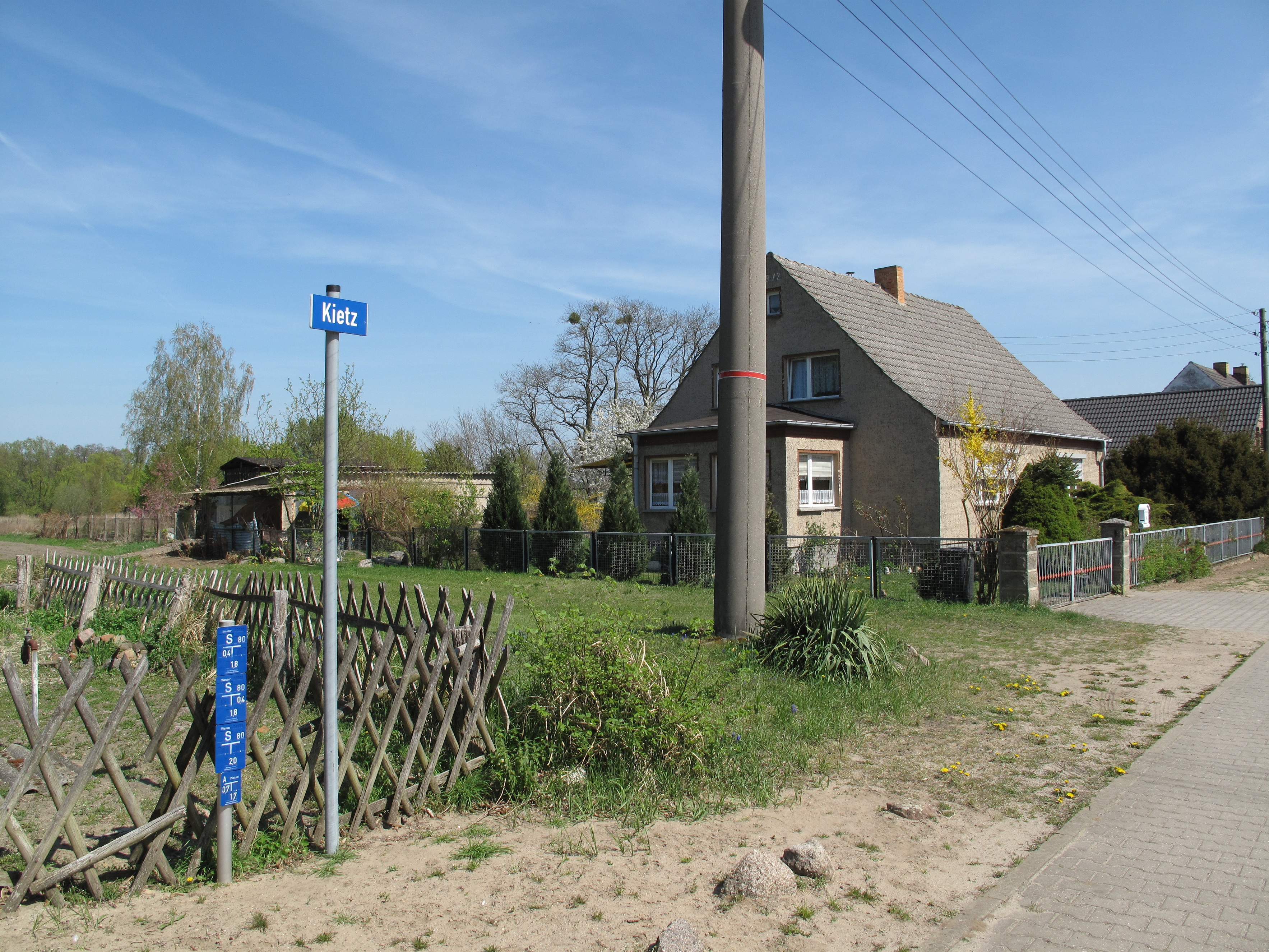
Kietz Altfriedland

Manche Kietze bewahrten, obwohl sie nur wenige hundert Meter vom Zentrum größerer benachbarte Orte lagen, bis ins 19. oder sogar bis ins 20. Jahrhundert ihre kommunale Selbstständigkeit. Anfang des 19. Jahrhunderts wurden eine Reihe von Orten mit dem Namen Kietz als „königliches Fischerdorf“ oder „königliche Fischerhäuser“ (die Kietze bei Küstrin, Biesenthal, Spandow, Alt- und Neu-Kietz bei Freienwalde, Alt-Kietz bei Wriezen) beziehungsweise „königliches Dorf“ oder „königliche Kolonie“ (die Kietze bei Reetz, Driesen, Beeskow, Zossen, Neu-Kietz bei Wriezen) verzeichnet. Die Kietze bei Gröben und Strausberg werden nur als „Fischerdorf“ oder „-häuser“ ohne den Zusatz „königlich“ erwähnt. Der Kietz bei Brandenburg am Dom und die Orte Kietz bei Rhinow und an der Elbe werden als „Dorf“ bzw. „Dorf und Gut“ genannt. Der Ort Kietz an der Elbe in der heutigen Gemeinde Lenzerwische lag im Gegensatz zu fast allen anderen Kietzen nicht in unmittelbarer Nachbarschaft zu einem größeren Ort.
Die beiden „Neu-Kietz“ genannten Orte und der Lichtenberger Kietz sind im 18. Jahrhundert gegründete Kolonien, die ihren Namen von nahegelegen Kietz-Orten oder einem alten Flurnamen haben. Die anderen genannten Kietze sind mittelalterlichen Ursprungs. Ebenfalls erwähnt wird im Verzeichnis ein Kossätenhof namens Kietz bei Naugard.
Im Krieg 1813 wurde der bereits im 16. Jahrhundert verlegte Kietz von Küstrin zerstört und erneut verlegt, da das alte Areal ebenfalls von Festungsanlagen genutzt werden sollte. Das Königliche Ministerium des Innern legte 1828 fest, dass auch der verlegte Kietz weiterhin eine eigenständige Gemeinde bleiben solle:

„[…] daß der neue Kietz, ganz in die Verhältnisse des alten demolirten Kietzes eintretend, als eine für sich bestehende ländliche Gemeine […] von der Stadt Küstrin getrennt bleibe.“

Das heutige Dorf Küstrin-Kietz wurde erst 1930 nach Küstrin eingemeindet und 1945 durch die Oder-Neiße-Grenze wieder von der zu Polen gekommenen Kernstadt getrennt.
Die Kietze von Lebus und Köpenick wurde 1810 und 1898 Bestandteil der umgebenden Städte. Erst im 20. Jahrhundert wurden der Altkietz in Bad Freienwalde (1928), der Altkiez in Wriezen (1930) und der Kiez in Neustadt-Glewe (1935) eingemeindet.
Manche Kietze sind heute noch in der Siedlungsstruktur erkennbar und heben sich von der Bebauung der umliegenden Gebiete ab. Einige Kietze stehen mit einer meist aus dem 19. Jahrhundert stammenden Bebauung in ihrer Gesamtheit unter Denkmalschutz. Dazu gehören die Kietze in Köpenick, Altruppin, Potsdam, Wriezen (Altkietz), Oderberg (Oberkietz, als Teil der insgesamt denkmalgeschützten Innenstadt), der Altstädtische Kietz in Brandenburg an der Havel (als Teil des Uferbereichs der Havel) und der Tiefwerder als Nachfolger des Spandauer Kietzes. In einigen weiteren Kietzen sind mehrere Gebäude denkmalgeschützt, darunter Neustadt-Glewe oder im Brandenburger Domkietz.
Das Wort Kietz taucht in einer Vielzahl von Orts-, Flur- und Straßennamen in Brandenburg und Mecklenburg-Vorpommern auf. Das Historische Ortslexikon für Brandenburg enthält mehr als 150 Namen von Orten, Wohnplätzen oder Flurnamen mit kietz als Bestandteil allein auf dem Gebiet der heutigen Länder Berlin und Brandenburg.

## „Kietze“ im übertragenen Sinne
Das Wort Kietz oder Kiez wurde später als allgemeiner Gattungsbegriff für Fischersiedlungen verwendet, ohne dass es sich bei ihnen tatsächlich um Kietze handeln musste. Ludat verweist anhand von historischen Wörterbucheintragungen darauf, dass diese Entwicklung bereits spätestens im 18. Jahrhundert einsetzte. Ebenfalls gibt es die Bezeichnung Kietz aus jener Zeit für abgelegene Teile von Dörfern unabhängig von ihrer Lage im Bezug zum Wasser oder zu Burgen. Teilweise entwickelten sich daraus Eigennamen von Wohnplätzen. Die meisten dieser Ansiedlungen erlangten keine weitere Bedeutung. Einige wenige dieser späteren Kietzbezeichnungen haben sich bis heute gehalten, so der Kietz bei Schlunkendorf, der nach der Eingemeindung von Schlunkendorf ein Wohnplatz in der Stadt Beelitz wurde.
Das Wort Kietz entwickelte sich als Spottname für abgelegene Wohngebiete. In einem Lexikoneintrag von Anfang des 20. Jahrhunderts heißt es:

„da die Kietzer an Bildung, Wohlstand und Rechten den deutschen Städtern nachstanden, so erhielt der Name K[ietz] einen spöttischen Beigeschmack, und noch heute werden dürftige und entlegene Vorstadtgegenden scherzweise K[ietz] genannt.“

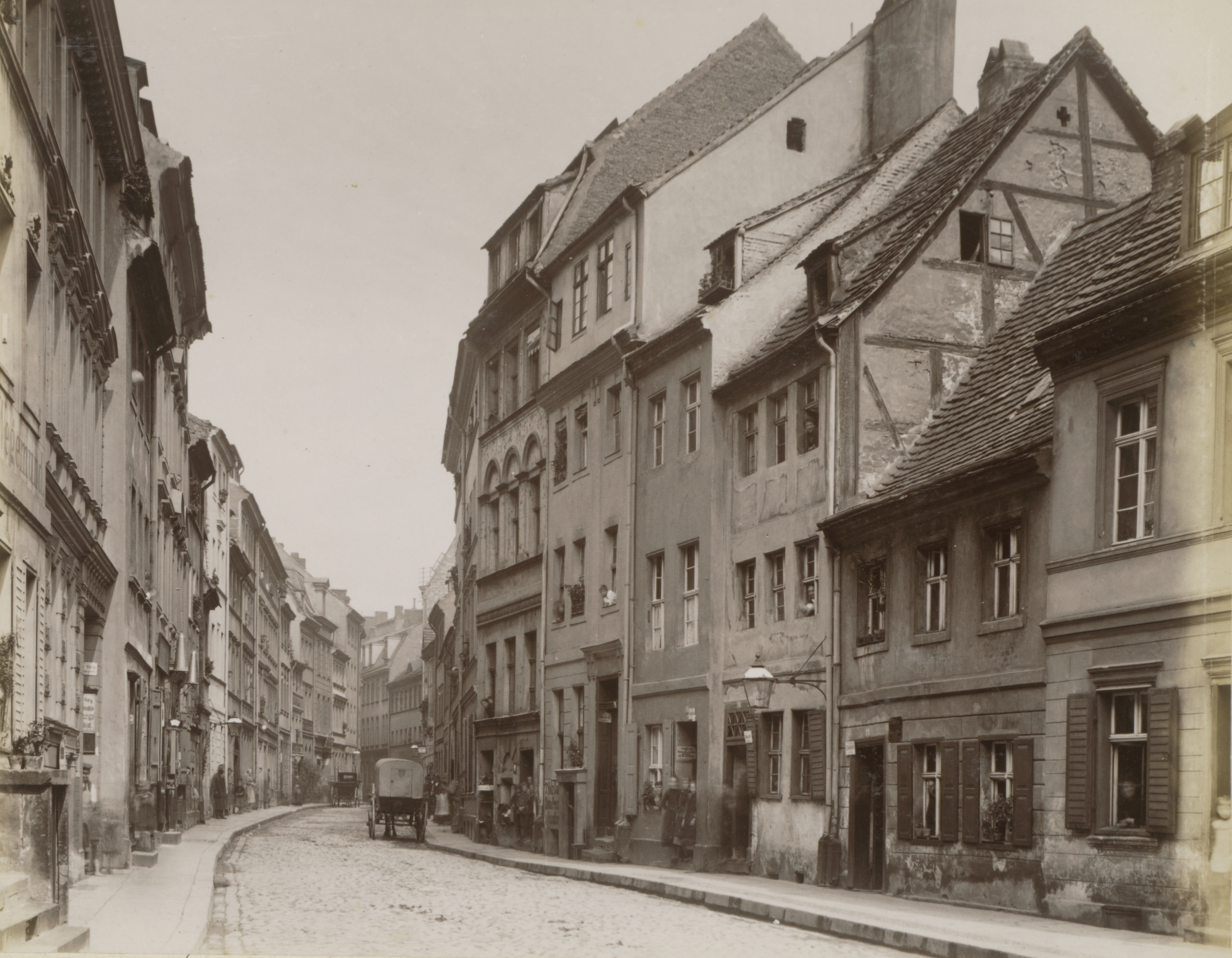
Petristraße im später „Fischerkietz“ genannten Wohngebiet in Berlin-Mitte

Später wurde daraus die Bezeichnung von Wohngebieten in Berlin als -kietz oder -kiez abgeleitet. Abgesehen von den Kietzen bei den bis 1920 eigenständigen Städten Spandau und Köpenick sind auf Berliner Gebiet keine historischen Kietze bekannt. Die Existenz eines mittelalterlichen Kietzes im Bereich der alten Städte Berlin und Cölln ist nicht belegt und gilt als unwahrscheinlich. Im bis 1859 im Besitz der Stadt Berlin befindlichen Ort Woltersdorf entstand ab 1721 eine Siedlung am Kalksee, die von Büdnern und Schiffern bewohnt wurde. Ab 1735 wurde für diese abseits vom Dorf liegende Siedlung die Bezeichnung „Kietz“ verwendet. Als Besitzer wird 1805 die „Kämmerei Berlin“ genannt. Heute trägt der Woltersdorfer Kietz den Namen Kalkseestraße.
Die Bezeichnung Fischerkietz für ein Gebiet in der Berliner Innenstadt auf der Spreeinsel  stammt aus der ersten Hälfte des 20. Jahrhunderts. Ähnlich wie eine Reihe ursprünglich mittelalterliche Kietze lag das Areal am Wasser und hatte einen bis in die zweite Hälfte des 20. Jahrhunderts erhalten gebliebenen geschlossenen Altbaubestand. Mitte der 1960er Jahre wurde die Bebauung abgerissen und durch die Hochhaussiedlung Fischerinsel ersetzt.
Noch deutlich jüngeren Datums sind die mittlerweile allgemein bekannten Kiezbezeichnungen für eine Vielzahl von Berliner Wohngebieten.
Ein Sonderfall ist der Lichtenberger Kietz, eine kleine Kolonistensiedlung im Berliner Ortsteil Rummelsburg. Er entstand im 18. Jahrhundert. Der Name stammt von einer bereits im 16. Jahrhundert belegten Flurbezeichnung Kietzer Lacken. Als Lacken (auch Lanken oder Laken) wurden stehende Gewässer, oft kleine Nebengewässer von Flüssen, bezeichnet. Dort besaßen die Einwohner der Kietze (in diesem Fall vermutlich des Köpenicker Kietzes) Fischereirechte. Um 1900 ging der Lichtenberger Kietz in der Bebauung der Umgebung auf, einige Kolonistenhäuser sind noch in der Lückstraße erhalten.

## Beispiele

### Altfriedland

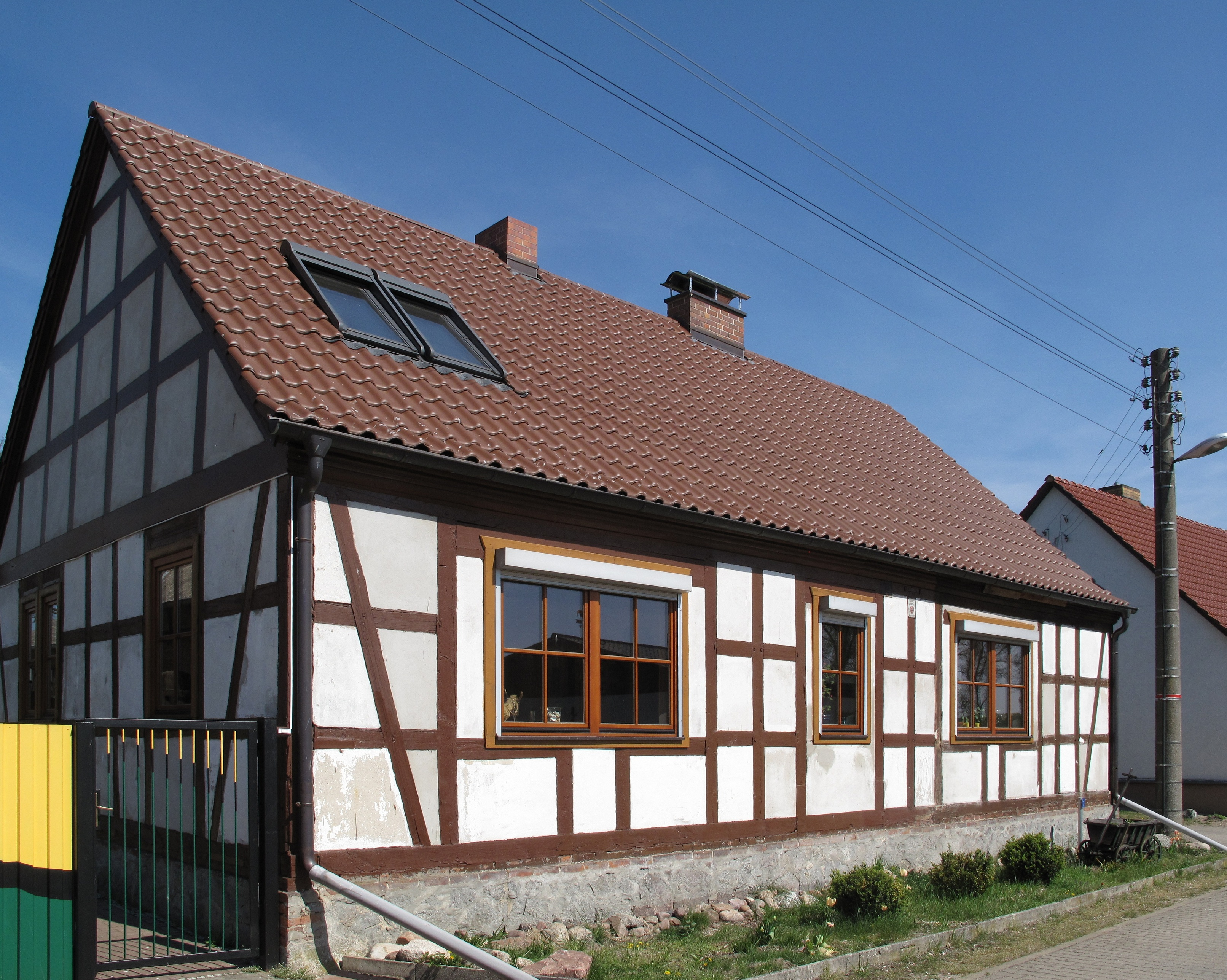
Im Altfriedländer Kietz

Der Altfriedländer Kietz am Kietzer See in der Nähe der Klosterkirche des Ortes wurde im Landbuch Karls IV. von 1375 ausdrücklich als „Fischerei“ (pescatura) erwähnt. Im Landbuch heißt es: „Für die Fischerei geben die Kietzer 2 Stück Geld, für Heidenutzung 1 Stück und ebensoviel für das Weiderecht.“ Die Fischerei-Gerechtigkeiten der Kietzer waren genau geregelt und wurden im Laufe der Jahrhunderte schrittweise immer weiter eingeschränkt. Umfassten sie im 14. Jahrhundert neben weiten Teilen des Kietzer Sees noch Teile des benachbarten Klostersees und Stobbers, durften im 18. Jahrhundert nur noch die Uferzonen des Kietzer Sees befischt werden. Nachdem sie gegen diese Auflage immer wieder verstießen, wurde ihnen in einem vom General von Lestwitz angestrengten Prozess am 27. Januar 1800 vom Kammergericht „ein ewiges Stillschweigen“ über alle weiteren Gewässer auferlegt. 1837 kaufte die Gutsherrschaft Friedland den Fischern ihre Gerechtigkeit ab und 1862 fand die Fischergemeinde nach einer letzten Rezessablösung ein Ende. Im Jahr 1776 wurden noch sieben Fischer genannt; 1801 nur noch ein Fischer. Bis dahin blieben die Fischer in einer Sondergemeinschaft verbunden und regelten ihre Angelegenheiten durch den Wasserschulzen. An diese Tradition erinnert der symbolische Auftritt eines Wasserschulzen, der den Einzug der Fischer in ihren historischen Kostümen beim alljährlichen Fischerfest in Altfriedland anführt. Zudem verweist neben dem Namen des Sees ein Straßenname auf den Kietz.

### Bad Freienwalde

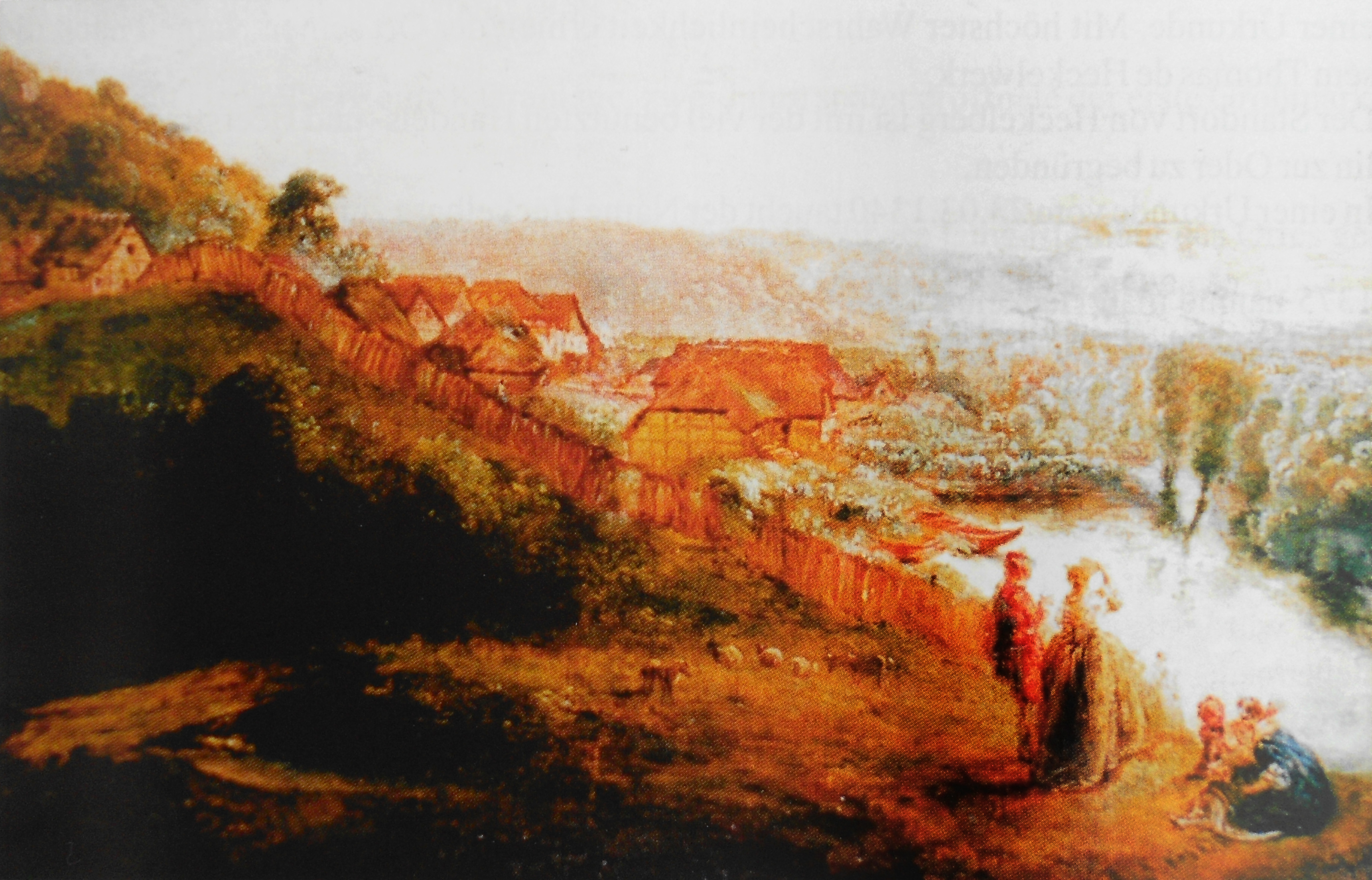
Der Kiez in Freienwalde von Antoine Pesne, 1745

Der Kietz von Bad Freienwalde liegt westlich der Innenstadt, rund 300 Meter vom Markt entfernt. Die Fischersiedlung Tornow, östlich des Stadtzentrums hatte den gleichen Status wie der Kietz. Auf dem Kietz waren 29, auf dem Tornow 31 Fischer ansässig. Eine deutsche Burganlage lag südöstlich der Stadt, ohne direkten Bezug zu beiden Siedlungen. Ludat zog deswegen in Erwägung, dass der Kietz verlegt worden war. Im 18. Jahrhundert wurden zwei Kolonistensiedlungen Neukietz und Neutornow angelegt, die beiden alten Ansiedlungen werden seitdem Altkietz und Alttornow genannt. 1928 wurden Altkietz und Alttornow nach Bad Freienwalde eingemeindet.

### Berlin-Köpenick
Der Köpenicker Kietz im heutigen Berliner Ortsteil Köpenick entstand im 13. Jahrhundert und war als Fischersiedlung bis 1898 eine eigene Gemeinde, bevor er in die damalige Stadt Köpenick eingemeindet wurde. Er ist in der gleichnamigen Straße als weitgehend geschlossenes Gebäudeensemble mit Häusern aus dem 18. und 19. Jahrhundert erkennbar.

### Berlin-Spandau
Ein vicus bei Spandau wurde 1319 urkundlich erwähnt, aus dem Jahr 1409 sind die Formulierung auf dem Kytz und wendische (slawische) Einwohner belegt. Der Spandauer Kietz lag ursprünglich östlich der Stadt und wurde mit dem Bau der Zitadelle verlegt. Die Kietzer Einwohner bekamen Grundstücke auf dem Burgwall vor dem Klostertor. In den Befreiungskriegen von 1813 wurde auch diese Siedlung beseitigt, die Einwohner wurden auf den damals nicht zu Spandau gehörenden Tiefwerder umgesiedelt. Der alte Kietz wird in einem Verzeichnis von 1801 noch erwähnt, aber 1821 als „ist abgebrannt“ gekennzeichnet.

### Brandenburg an der Havel
In Brandenburg an der Havel gab es gleich vier Kietze: den Altstädtischen Kietz, den Neustädtischen Kietz sowie den Großen Domkietz und den Kleinen Domkietz. Alle vier lagen in der Nähe der Burg, die sich auf der heutigen Dominsel befand. Der Altstädtische Kietz (heute ein Straßenname) und der Kleine Domkietz (heute: Domkietz) sind in ihrer baulichen Grundstruktur erhalten. Im Bereich des Großen Domkietzes liegt heute die Hevellerstraße. Der Neustädtische Kietz lag am heutigen Mühlendamm und ist auch in seiner Anlage nicht mehr erhalten.

### Grabow
Sowohl Ludat als auch Krüger bezeichneten die Existenz eines Kietzes in Grabow als „irrtümlich“. Sie stützten sich dabei allerdings nur auf Quellen des 19. und 20. Jahrhunderts. Belegt ist der Kietz jedoch durch das Amtsbuch von 1520, in denen „6 Fische upper de Kyze“ und die von ihnen zu leistenden Abgaben erwähnt wurden, sowie einige weitere Quellen aus jener Zeit. Zühlsdorff nimmt an, dass der Kietz spätestens während der kurzen Herrschaftszeit der Askanier (ca. 1285–1320) in Grabow eingerichtet wurde. Der Kietz lag östlich der Stadt auf dem nördlichen Eldeufer, mehr als 500 Meter von Stadt und Burg entfernt. Diese Lage erklärt sich daraus, dass die Flussufer versumpft waren und erst dort eine Düne als Baugrund dienen konnte. Der Kietz verschwand vermutlich, als in der zweiten Hälfte des 16. Jahrhunderts die Elde für die Schifffahrt ausgebaut und an der Stelle des Kietzes eine Schleuse gebaut wurde. An dieser Stelle befindet sich noch heute eine Schleuse; das ehemalige Kietz-Gelände am Ufer befand sich noch in den 1920er Jahren in staatlichen und nicht in städtischen Besitz. Der Name der Straße Kießerdamm erinnert noch an den früheren Kietz.

### Gröben

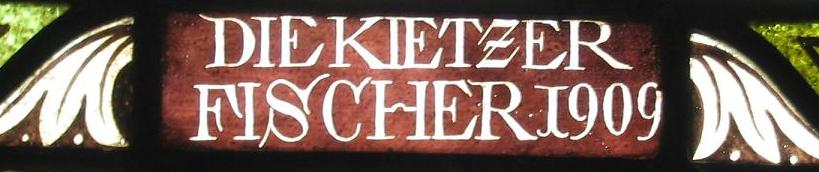
Schriftzug in einem Kirchenfenster von 1909, Gröben

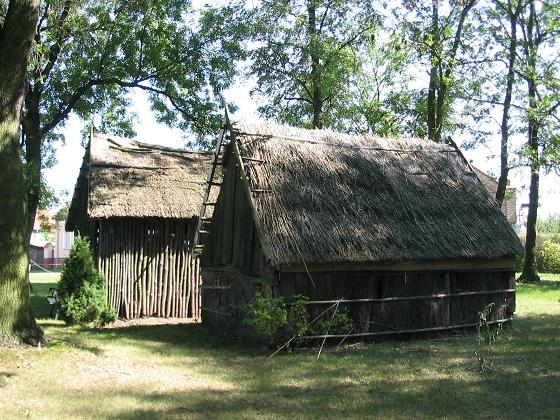
Alte Fischerhütten, Gröbener Kietz

Der Gröbener Kietz liegt in Gröben, heute Ortsteil von Ludwigsfelde, etwa zehn Kilometer von der südlichen Stadtgrenze von Berlin entfernt. Bis um das Jahr 2000 trug er auch auf seinem Ortsschild die Bezeichnung Kietz. Die älteste Erwähnung von diesem „bey Gröben gelegene[n]“ Kietz ist aus dem Jahr 1497 überliefert. Die deutsche Burg lag 300 Meter nordwestlich des Kietzes, das eigentliche Dorf Gröben etwa 700 Meter nordöstlich. Eine Karte von 1683 zeigt einen von der Alten Nuthe (heute ‚Kietzer Graben‘ genannt), dem früheren Lauf des Flusses Nuthe, umgebenen Burgwall und den Kietz. An die Fischerei auf dem Kietz erinnern mehrere traditionelle Fischerhütten aus Lehm, Holz und Stroh sowie brüchige Kähne auf den Wiesen neben der fast verlandeten Alten Nuthe.

### Lebus
Der Kietz von Lebus zählt zu den größeren Kietzen. Er liegt südlich der Altstadt und ist als Straßendorf angelegt. Das Gebiet war bereits in mittel- und spätslawischer Zeit besiedelt. Die Burg lag auf dem heutigen Schlossberg, wenige hundert Meter nordwestlich des Kietzes. Im 18. Jahrhundert bestand der Kietz aus 17 Grundstücken, an die die genossenschaftlichen Fischereirechte gebunden waren. Im Jahr 1803 wurden bei einem Großbrand in der Stadt auch die meisten Häuser des Kietzes zerstört und wieder neu aufgebaut. 1810 wurde der Kietz in die Stadt Lebus eingemeindet. Die Vereinigung der Kietzbewohner ließ sich Anfang des 20. Jahrhunderts in mehreren Gerichtsprozessen ihre Fischereirechte bestätigen. Sie besitzen die Rechte noch heute, haben sie aber an eine Genossenschaft verpachtet.

### Neustadt-Glewe
Der Kietz von Neustadt-Glewe liegt 200 Meter westlich der Burg und 300 Meter südwestlich des Marktplatzes der Stadt. In einem Bericht des Forschers Tilemann Stella von 1577 wird er und seine Bevölkerung als „Kitze, 14 Fischerkerle“ erwähnt. Über die Jahrhunderte hinweg änderte der Kietz seine Größe praktisch nicht; allerdings betrieben die Bewohner in den späteren Jahren Landwirtschaft. Im Jahr 1883 wurde der Kiez von 16 Erbpächtern und einem Büdner bewohnt. Unter dem Namen Kiez blieb die Siedlung bis 1935 eine eigenständige Gemeinde. 1930 waren dort ebenfalls 16 Hofbauern und ein Büdner sowie vier Häusler ansässig, insgesamt zählte Kiez damals 133 Einwohner. In der heutigen Straße Kiez sind einige Bauernhöfe aus dem 19. Jahrhundert erhalten geblieben. Drei Häuser stehen unter Denkmalschutz.

### Potsdam
Der Potsdamer Kietz lag an der Neustädtischen Havelbucht südwestlich des Stadtzentrums. Bereits 1349 ist vom kytz zu Postamp die Rede. Im Landbuch von 1375 werden 22 Grundstücke mit slawischen Bewohnern genannt; 1589 lebten 21 Kossätenfamilien dort, die Fischereirecht besaßen. Theodor Fontane berichtete, dass sich das Fischereirecht der Kietzer bis kurz vor die Stadt Brandenburg erstreckte.

„Caput besaß keinen Acker, und die große Wasserfläche, Havel samt Schwilow, die ihm vor der Tür lag, wurde von den Potsdamer Kiezfischern, deren alte Gerechtsame sich über die ganze Mittelhavel bis Brandenburg hin erstreckten, eifersüchtig gehütet und ausgenutzt. So stand es schlimm um die Caputer; Ackerbau und Fischerei waren ihnen gleichmäßig verschlossen.“

Im. Jahr 1722 wurde der Kietz in die Stadt eingezogen. Während der Regierungszeit von Friedrich II. wurden die Häuser durch größere Bauten ersetzt. Ein weitgehend erhaltenes Ensemble dieser Gebäude ist in der Kiezstraße und der südlichen Dortustraße erhalten und steht unter Denkmalschutz. Auch das Areal um die Burgstraße südöstlich der Innenstadt war von Fischern bewohnt und gehörte bis 1722 nicht zur Stadt Potsdam.